# 福世恵梨奈
福世 恵梨奈（ふくよ えりな、1978年1月28日 - ）は、日本の元タレント。静岡県出身。

## 略歴
エブナイギャルを経て、2001年10月からワンギャル5期生に就任。翌年9月まで『ワンダフル』にレギュラー出演した。

## 出演

### バラエティ
- エブナイ（フジテレビ） - エブナイギャル
- ワンダフル（2001年10月 - 2002年9月、TBS） - ワンギャル5期